# Петров, Василий Иванович (Герой Социалистического Труда)
Василий Иванович Петров (23 февраля 1926 год, деревня Якшино, Торопецкий уезд, Псковская губерния, РСФСР, СССР — 22 февраля 1998 год, Каменск-Уральский, Свердловская область, Россия) — металлург, бригадир электролизников Уральского алюминиевого завода Свердловского совнархоза. Герой Социалистического Труда (1961). Депутат Верховного Совета СССР 7-го созыва. Почётный металлург СССР.

## Биография
Родился в 1926 году в крестьянской семье в деревне Якшино (ныне — Торопецкий район Тверской области).
В 1942 году вместе с семьёй эвакуирован на Урал в город Каменск-Уральский, где окончил школу ФЗО №37. С 1943 года трудился в электролизном цехе Уральского алюминиевого завода. С 1946 года возглавлял бригаду элетролизников, которая в 1959 году первая в Каменске-Уральском добилась почётного звания «Коллектив коммунистического труда».
Бригада Василия Петрова ежегодно перевыполняла производственный план. Указом Президиума Верховного Совета СССР от 9 июня 1961 года за выдающиеся успехи, достигнутые в деле развития цветной металлургии удостоен звания Героя Социалистического Труда с вручением ордена Ленина и золотой медали «Серп и Молот».
Участвовал во Всесоюзной выставке ВДНХ в Москве, где получил малую золотую медаль «За успехи в народном хозяйстве СССР». Избирался депутатом Верховного Совета СССР 7-го созыва (1966—1970) от Каменск-Уральского избирательного округа № 311.
В 1974 году вышел на пенсию, проживал в Каменске-Уральском. Скончался 22 февраля 1998 года, похоронен на Волковском кладбище.

## Награды
- Орден Ленина (1961)
- Орден Трудового Красного Знамени (1966)
- Медаль «За трудовую доблесть»
- Медаль «За трудовое отличие»